# Acura Classic 1996
Acura Classic 1996 — жіночий тенісний турнір, що проходив на відкритих кортах з твердим покриттям Manhattan Country Club у Мангеттен-Біч (США). Належав до турнірів 2-ї категорії в рамках Туру WTA 1996. Відбувсь удвадцятьтретє і тривав з 12 до 18 серпня 1996 року.

## Фінальна частина

### Одиночний розряд
Ліндсі Девенпорт —  Анке Губер 6–2, 6–3
- Для Девенпорт це був 5-й титул за сезон і 15-й — за кар'єру.

### Парний розряд
Ліндсі Девенпорт /  Наташа Звєрєва —  Емі Фрейзер /  Кімберлі По 6–1, 6–4
- Для Девенпорт це був 6-й титул за сезон і 16-й — за кар'єру. Для Звєрєвої це був 2-й титул за сезон і 62-й - за кар'єру.